# Bülach
Bülach est une ville et une commune suisse du canton de Zurich. Elle est également la capitale du district du même nom.

## Géographie

Photo aérienne par Walter Mittelholzer (1933).

Selon l'Office fédéral de la statistique, Bülach a une superficie de 16,09 km2.

## Démographie
Selon l'Office fédéral de la statistique, Bülach compte 23 624 habitants fin 2022. Sa densité de population atteint 1468 hab./km2.

## Histoire
Âgée de plus de 1 200 ans, Bülach a d'abord été dirigée, du IXe au XIIe siècle, par divers ecclésiastiques et séculiers. Au milieu du XIe siècle, ses droits de seigneurie sont transférés à la Fondation de la cathédrale de Strasbourg. De la fin du XIIe siècle, jusqu'en 1376, les barons de Tengen exercent les fonctions d'huissiers de justice. Le village, qui s'est développé en une colonie fermée au Haut Moyen Âge, est fortifié par des murs dès le XIIIe siècle.
Le 17 mars 1409, le duc Friedrich d'Autriche promet Bülach et Regensberg à la ville de Zurich, ce qui n'affecte pas la charte de la ville. La vie urbaine se déroule dans un cadre rural, la plupart des habitants sont actifs dans l'agriculture. Avec la chute de l'ancienne Confédération suisse, Bülach perd sa charte de ville en 1802. En revanche, le droit du marché devient une tradition qui se perpétue encore aujourd'hui. Un marché de marchandises a lieu trois fois par an dans la vieille ville, suivi du marché de Noël au début de l'Avent.
Par la constitution cantonale de 1831, le Haut-Office d'Embrach est transformé en district actuel, avec pour nom et pour chef-lieu Bülach.
En 1849, Bachenbülach devient une commune indépendante.
En 1919, Eschenmosen, qui faisait auparavant partie de la municipalité de Winkel, vient à Bülach. La municipalité a un parlement municipal depuis 1974.

## Développement économique
Jusque dans la seconde moitié du XIXe siècle, Bülach reste une ville rurale indépendante et caractérisée par une vie rurale. Elle est reliée en 1876 au réseau ferroviaire suisse et international par une ligne vers Zurich et, en 1876/1877, vers Winterthur et Baden. Le commerce et l'industrie se développent par la création de la verrerie en 1891.
Aujourd'hui, Bülach est reliée à Zurich toutes les demi-heures avec des arrêts dans toutes les gares. De plus, un express régional circule toutes les heures de Schaffhouse via Bülach à Zurich. Des trains régionaux desservent Winterthur toutes les demi-heures et l'aéroport voisin de Zurich-Kloten est accessible en bus express.

## Confession
Selon l'office de la statistique du canton de Zurich, 5517 habitants (25,1 %) se déclarent évangélique réformé, 5 295 (24,2 %) catholique et 11 034 (50,4 %) se trouvent dans la rubrique autre ou sans confession.

## Culture et patrimoine

### Héraldique
| Blason | Blasonnement : De gueules au gril d'argent. |

### Personnalités
- Patrik Bärtschi (1984-), joueur de hockey
- Reto Berra (1987-), joueur de hockey
- Marco Lehmann (1993-), joueur de basket-ball
- Louis Pfenninger (1944-), coureur cycliste, vainqueur de deux Tours de Suisse
- Ronnie Rüeger (1973-), joueur de hockey
- Gilles Senn, joueur de hockey
- Nicola Spirig (1982-), athlétisme